# ماروي المحدودة
شركة ماروي المحدودة (باليابانية: 株式会社丸井) هي شركة تجزئة متعددة الجنسيات يابانية، تدير سلسلة من المتاجر الكبرى في طوكيو ومدن يابانية رئيسية أخرى. تُعرف الشركة بشكل خاص بتخصصها في أزياء وإكسسوارات النساء، وتستهدف منتجاتها الفئة العمرية من 25 إلى 35 عامًا.

## الأنشطة
تركز ماروي على الموضة العصرية وخدمات التجزئة المرتبطة بها، وتدير متاجر تحمل العلامة التجارية ماروي (丸井) أو باسم OIOI (تنطق ماروي أيضًا) في مناطق تجارية مركزية. وتشمل منتجاتها الملابس، الإكسسوارات، الأحذية، والسلع المنزلية.

## الأداء المالي
خلال السنة المالية 2003–2004، حققت ماروي إيرادات بلغت حوالي 2.75 مليار دولار أمريكي، مما يضعها بين أبرز شركات التجزئة في السوق اليابانية خلال تلك الفترة.

## الإدارة
يترأس الشركة حالياً هيروشي آوي، وهو شخصية تنفيذية بارزة في قطاع التجزئة الياباني.

## العلامة التجارية
تستخدم ماروي الشعار OIO، وهو تصميم بصري خاص يُقرأ بنفس طريقة كتابة ماروي باليابانية. ويُعد هذا الأسلوب جزءًا من هوية العلامة التجارية للشركة.